# Władysław Żwański

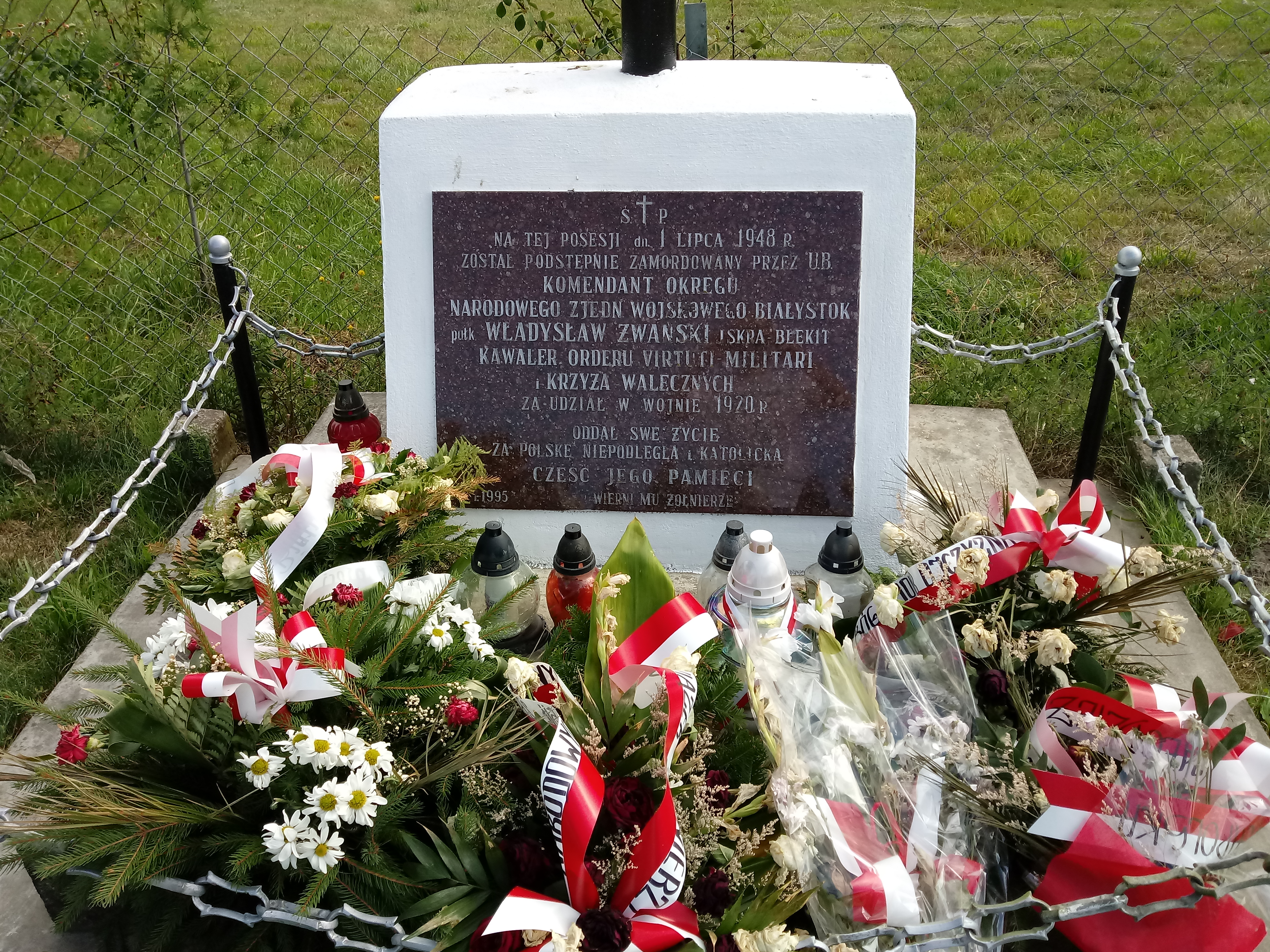
Pomnik ppłk. Władysława Żwańskiego w miejscu śmierci – Dąbrowa-Tworki.

Władysław Żwański h. Rawicz, ps. „Błękit”, „Butrym”, „Iskra” (ur. 10 lipca 1896 w Widziszkach k. Wiłkomierza na Litwie, zm. 1 lipca 1948 w Dąbrowie-Tworkach) – major piechoty Wojska Polskiego i Narodowych Sił Zbrojnych, podpułkownik Narodowego Zjednoczenia Wojskowego, przedostatni komendant Okręgu III NZW Białystok, kawaler Orderu Virtuti Militari.

## Życiorys
Syn Jana i Joanny z Juszkiewiczów, posiadaczy małego majątku rolnego. W roku 1908 rozpoczął naukę w prywatnym gimnazjum w Wiłkomierzu. Absolwent II Szkoły Realnej w Petersburgu, w której zdał maturę (1915). Od sierpnia 1915 roku odbywał przeszkolenie rekruckie w 178 rezerwowym batalionie piechoty armii rosyjskiej stacjonującym w Starej Russie. Następnie odbył kurs oficerski w I Szkole Chorążych w Oranienbaumie, który ukończył w lecie 1916 roku uzyskując stopień chorążego. W czerwcu 1917 roku trafił na front rosyjsko-niemiecki w Kurlandii jako młodszy oficer 11 kompanii w 14 Syberyjskim Pułku Strzeleckim (wchodzącym w skład 4 Syberyjskiej Dywizji Strzeleckiej). Od sierpnia 1917 r. walczył jako młodszy oficer 3 kompanii w 38 Batalionie Śmierci, stanowiącym oddział uderzeniowy 38 Dywizji Piechoty. Z końcem tego roku (w dniu 19 grudnia) został zdemobilizowany (przed demobilizacją przebywał w szpitalu z powodu rany odniesionej w sierpniu 1917 r. pod Rygą), kończąc służbę w armii rosyjskiej w stopniu chorążego i będąc odznaczonym Krzyżem św. Jerzego IV stopnia z laurem (nadawanym przez zebrania żołnierskie wyróżniającym się w walce oficerom, jako szczególny znak uhonorowania) oraz Orderem św. Stanisława III klasy z mieczami i kokardą .
Działalność niepodległościową rozpoczął jeszcze podczas swej służby w armii carskiej, zostając (w listopadzie 1917 r.) członkiem Związku Wojskowych Polaków w Rosji. Następnie działał, pod okupacją niemiecką, w polskiej konspiracji wojskowej na terenie Połocka. Zagrożony aresztowaniem ze strony Niemców wyjechał z Połocka do rodziny w Rostowie nad Donem, gdzie rozpoczął pracę jako urzędnik biurowy. W końcu listopada 1918 r. zgłosił się ochotniczo w Noworosyjsku do służby w Samodzielnej Brygadzie Strzelców Polskich (stawił się wówczas na stacji zbornej zwanej Kompanią Kadrową), a w styczniu 1919 roku (również jako ochotnik) został w Odessie wcielony do 4 Dywizji Strzelców Polskich gen. Lucjana Żeligowskiego. Jako młodszy oficer kompanii oficerskiej (zwanej Legią Rycerską) oraz dowódca plutonu strzelców, wchodzących w skład I batalionu 14 Pułku Strzelców Polskich, walczył z bolszewikami pod Tyraspolem i nad Dniestrem   .
Po powrocie do niepodległej Polski otrzymał, z dniem 30 czerwca 1919 roku, przydział do służby w 14 pułku piechoty (wchodzącym w skład 4 Dywizji Piechoty). W jego szeregach, jako dowódca kompanii strzeleckiej w II batalionie, uczestniczył w wojnach: polsko-ukraińskiej i polsko-bolszewickiej. Walczył w Małopolsce Wschodniej oraz na Wołyniu i Podolu. 16 marca 1920 roku wziął udział w bitwie pod Olewskiem, gdzie zasłużył się w zdobyciu rosyjskiego pociągu pancernego „Komunist”. W czasie radzieckiej kontrofensywy brał udział w walkach odwrotowych od Berezyny po Wisłę, a podczas polskiego kontruderzenia ponownie walczył w Małopolsce Wschodniej. Za wykazane męstwo i odwagę odznaczony został Orderem Virtuti Militari kl. V, nadanym Dekretem Wodza Naczelnego L. 2864 z dnia 13 kwietnia 1921 roku (w uzasadnieniu nadania orderu podano: „Por. Żwański odznacza się niezwykle zimną krwią, podziwu godną brawurą w ogniu i nadzwyczaj umiejętnym prowadzeniem swojej kompanii z nadzwyczaj bystrą orientacją.”) .
Na dzień 1 czerwca 1921 roku nadal pełnił, w randze porucznika, służbę w 14 pułku piechoty (z dniem 7 maja 1921 r. objął dowództwo kompanii kadry batalionu zapasowego 14 pp). Pod koniec listopada 1921 r. ogłoszono dekret L. 3355 Wodza Naczelnego o formalnym przyjęciu por. piech. Władysława Żwańskiego do Wojska Polskiego, z zaliczeniem do rezerwy armii i powołaniem do służby czynnej. Dekretem Naczelnika Państwa i Wodza Naczelnego z dnia 3 maja 1922 r. (L. 19400/O.V.) został zweryfikowany w stopniu kapitana ze starszeństwem z dnia 1 czerwca 1919 r. i 1870. lokatą w korpusie oficerów piechoty. W lecie 1923 roku ukończył kurs doszkalający zorganizowany przy warszawskim D.O.K. Nr I. W okresie dwudziestolecia międzywojennego kontynuował swą karierę wojskową. Początkowo nadal w szeregach włocławskiego 14 pp, w którym pełnił między innymi funkcje dowódcy kompanii strzeleckiej i dowódcy kompanii c.k.m. Na rok 1923 zajmował 1725. lokatę pośród kapitanów piechoty, a w roku 1924 była to już 1243. lokata wśród kapitanów korpusu piechoty.
W sporządzonym na przełomie 1926 i 1927 roku przez Szefa Departamentu Piechoty Ministerstwa Spraw Wojskowych płk. Szt. Gen. Józefa Zamorskiego „Wykazie imiennym poruczników i kapitanów – dowódców kompanii i baonów na froncie” – zaliczono kpt. Żwańskiemu 21-miesięczny okres dowodzenia kompanią (czas dowodzenia oddziałami bojowymi na froncie obliczano od dnia 1 czerwca 1919 r. do dnia 1 marca 1921 r.).
Zarządzeniem Prezydenta Rzeczypospolitej Ignacego Mościckiego awansowany został do stopnia majora w korpusie oficerów piechoty, ze starszeństwem z dnia 1 stycznia 1928 roku i 203. lokatą. W marcu 1928 roku oceniany był następująco przez gen. dyw. Władysława Junga inspekcjonującego włocławski pułk: „Bez przydziału w 14 pp – taktycznie dobry. Proponuję wyznaczyć go na dowódcę baonu w 14 pp”. Zarządzeniem Ministra Spraw Wojskowych – marszałka Józefa Piłsudskiego – opublikowanym w dniu 26 kwietnia 1928 r., mjr. Władysław Żwański został przeniesiony macierzyście z 14 pułku piechoty do kadry oficerów piechoty, z równoczesnym przydziałem do Dowództwa Okręgu Korpusu Nr IV w Łodzi na stanowisko referenta. Pod koniec 1928 roku zajmował 202. lokatę wśród majorów korpusu piechoty ze swego starszeństwa i jako nadetatowy oficer 14 pp pełnił nadal służbę w D.O.K. Nr IV. W roku 1930, jako oficer sztabu D.O.K. Nr IV (kierownik Referatu Organizacyjnego), zajmował 570. lokatę łączną na liście starszeństwa majorów piechoty (była to 191. lokata w swoim starszeństwie).
W dniu 26 marca 1931 roku ogłoszono jego przeniesienie z Dowództwa Okręgu Korpusu Nr IV w Łodzi do 71 pułku piechoty w Zambrowie, na stanowisko dowódcy batalionu. Służąc w tym pułku zajmował w 1932 roku – 172. lokatę wśród majorów piechoty w swoim starszeństwie. W Dzienniku Personalnym Ministerstwa Spraw Wojskowych Nr 8 z 1933 roku ogłoszono jego przesunięcie na stanowisko kwatermistrza 71 pułku piechoty (stanowisko to objął w czerwcu 1933 roku). Służąc w tym pułku zajmował na dzień 1 lipca 1933 roku – 407. lokatę łączną pośród majorów korpusu piechoty (była to jednocześnie 166. lokata w swoim starszeństwie). 7 czerwca 1934 roku ogłoszono przeniesienie mjr. Żwańskiego do Powiatowej Komendy Uzupełnień Grodzisk celem odbycia praktyki poborowej. W grudniu 1934 roku został zatwierdzony na stanowisku komendanta PKU Grodzisk (stanowisko to zajmował od września 1934 r.). Piastując tę funkcję zajmował w dniu 5 czerwca 1935 roku – 293. lokatę łączną wśród majorów piechoty (była to jednocześnie 128. lokata w starszeństwie). Na dzień 23 marca 1939 roku nadal pełnił służbę jako komendant KRU Grodzisk Mazowiecki (z dniem 1 lipca 1938 r. przemianowano Powiatową Komendę Uzupełnień Grodzisk Mazowiecki na Komendę Rejonu Uzupełnień Grodzisk Mazowiecki) i zajmował 45. lokatę wśród majorów piechoty w swoim starszeństwie. Po wybuchu II wojny światowej objął stanowisko komendanta garnizonu Grodzisk Mazowiecki. Brał udział w kampanii wrześniowej – wraz z podległą Komendą Rejonu Uzupełnień ewakuował się na wschód unikając niewoli.

## Działalność konspiracyjna
Na terenie powiatu Grodzisk Mazowiecki rozpoczął działalność konspiracyjną w Narodowej Organizacji Wojskowej (organizował oddziały samoobrony NOW w tym powiecie). Poszukiwany przez okupanta niemieckiego przeniósł się na teren powiatu Ostrów Mazowiecka, gdzie się ukrywał. Od listopada 1942 roku działał w Narodowych Siłach Zbrojnych, w których zajmował między innymi stanowisko komendanta Powiatu NSZ Ostrów Mazowiecka (posługiwał się wówczas pseudonimem „Butrym”, a podporządkowane mu oddziały liczyły wiosną 1944 roku 616 żołnierzy zorganizowanych w 5 kompanii). Po wkroczeniu Armii Czerwonej na teren podległego mu powiatu, zakończył działalność podziemną i w dniu 23 września 1944 roku wstąpił do służby w LWP. Z dniem 23 lutego 1945 r. został powołany na stanowisko komendanta Rejonowej Komendy Uzupełnień w Ciechanowie. W tym czasie prowadził jednocześnie działalność konspiracyjną – organizował fałszywe dokumenty, w tym odroczenia od służby wojskowej dla żołnierzy NSZ i AK. Pod koniec marca 1945 roku, po dekonspiracji, zagrożony aresztowaniem przez Informację Wojskową, zdezerterował (został zatrzymany przez grupę operacyjną jednakże udało mu się uciec) i nawiązał kontakt z nowo powstałymi strukturami Narodowego Zjednoczenia Wojskowego. W dniu 10 kwietnia 1945 r. objął stanowisko szefa Wydziału III (operacyjnego) Komendy Okręgu NZW Białystok (kryptonim „Chrobry”). Posługiwał się już wówczas pseudonimem „Iskra”. W tym też okresie został awansowany do stopnia podpułkownika, a od dnia 22 września 1945 roku zajmował stanowisko szefa sztabu Komendy Okręgu NZW Białystok. W dniu 4 kwietnia 1946 roku został mianowany komendantem Okręgu III NZW Białystok i używał od tej pory pseudonimu „Błękit”. Podległe mu siły liczyły wówczas około 6 tysięcy żołnierzy. W swej ówczesnej działalności starał się załagodzić panujące napięte stosunki z białostockimi strukturami WiN, ograniczył również zakres działań zbrojnych na rzecz działalności propagandowej. Podpułkownik Żwański był zdecydowanie przeciwny ujawnianiu się swych podwładnych w związku z ogłoszoną w dniu 22 lutego 1947 r. ustawą amnestyjną. Na przeprowadzonej w dniu 17 marca 1947 roku odprawie komendantów powiatów podjął decyzję o pozostaniu w konspiracji. Efektem ogłoszonej amnestii oraz działań organów aparatu bezpieczeństwa był drastyczny spadek liczebności podległych mu oddziałów, które na początku 1948 roku liczyły zaledwie od 300 do 600 żołnierzy. W tym czasie nie istniały już, zlikwidowane przez służby bezpieczeństwa, Komenda Obszaru i Komenda Główna NZW. Podległymi sobie (w ramach Okręgu III NZW) oddziałami ppłk. Żwański kierował wówczas samodzielnie i w zasadzie jednoosobowo (pozostali członkowie komendy zrezygnowali już wtedy z działalności konspiracyjnej bądź też ujawnili się) .

## Śmierć
Podpułkownik Władysław Żwański zginął 1 lipca 1948 roku w wyniku akcji grupy operacyjnej UB-KBW z Białegostoku, podszywającej się pod rozbity szwadron z 6 Wileńskiej Brygady AK. Zwabiony został wraz z trzema podwładnymi do wsi Dąbrowa-Tworki, gdzie doszło do strzelaniny. W akcji po stronie UB uczestniczyło 9 osób: referent powiatowego urzędu bezpieczeństwa publicznego Wysokie Mazowieckie starszy sierżant Tadeusz Krawczuk, agent „Karpiński” (Antoni Plewka „Węgorz” – dezerter z 6 Wileńskiej Brygady AK, współpracujący z UB ) oraz 7 żołnierzy KBW. Z miejsca zdarzenia udało się zbiec dwóm ludziom podpułkownika „Błękita”: Tadeuszowi Malinowskiemu pseudonim „Bimbo” oraz Czesławowi Tymińskiemu pseudonim „Mściwy”. W wyniku strzelaniny poległ adiutant Władysława Żwańskiego – N.N. „Zawisza” oraz przypadkowa kobieta. Obecnie w miejscu śmierci pułkownika znajduje się pomnik upamiętniający poległych .
Miejsce pochówku Władysława Żwańskiego jest nieznane. Wiadomo, że jego ciało przewieziono do miejscowości Wysokie Mazowieckie, a stamtąd prawdopodobnie do Białegostoku.

## Rodzina
W dniu 5 lutego 1925 roku zawarł związek małżeński z Jadwigą Łada, z którą mieli syna Zbigniewa Arkadiusza (ur. 14 czerwca 1923 r.) i córkę Hannę Marię (ur. 16 maja 1932 r.). Żona zmarła w roku 1933, a po jej śmierci Władysław Żwański związał się z Lucyną Adrian, z którą mieli syna Janusza . Pierwszy syn Władysława Żwańskiego, porucznik Zbigniew Żwański „Noc”, był dowódcą oddziału NZW w powiecie Ostrów Mazowiecka.

## Ordery i odznaczenia
- Krzyż Srebrny Orderu Wojskowego Virtuti Militari[32] – 13 kwietnia 1921[33]
- Złoty Krzyż Zasługi – 10 listopada 1938[34][31]
- Medal Pamiątkowy za Wojnę 1918–1921[1]
- Medal Dziesięciolecia Odzyskanej Niepodległości[1]
- Brązowy Medal za Długoletnią Służbę[1]
- Medal Zwycięstwa („Médaille Interalliée”)[19]
- Krzyż św. Jerzego IV stopnia z laurem (Imperium Rosyjskie)[1]
- Order św. Stanisława III klasy z Mieczami i Kokardą (Imperium Rosyjskie)[1]